# Thomomys bottae abbotti
Thomomys bottae abbotti is een knaagdier dat voorkomt in zuidwestelijk Noord-Amerika. Dit dier is een ondersoort van de valleigoffer (Thomomys bottae). Hij is oorspronkelijk beschreven door Huey (1928). De typelocatie, de plaats waar het exemplaar vandaan komt op basis waarvan de ondersoort oorspronkelijk is beschreven vandaan komt, ligt in de buurt van El Rosario in Neder-Californië (Mexico), op 30°03'N 115°48'W.